# Cei Treisprezece Buddha
Cei Treisprezece Buddha (十三仏 Jūsanbutsu?) sunt un grup de divinități budiste venerate în secta japoneză Shingon. Numele grupului este un nume impropriu deoarece nu toți membri sunt Buddha, unii sunt bodhisattva, iar alți sunt regi ai înțelepciunii. Invocarea Celor Treisprezece Buddha este o parte importantă dintr-un ritual japonez de înmormântare al sectei Shingon, fiecare zeitate având un rol memorial important pentru decedat. 
Cei Treisprezece Buddha sunt :
1. Fudo (Acala)
2. Shaka (Sakyamuni)
3. Monju (Manjusri)
4. Fugen (Samantabhadra)
5. Jizo (Ksitigarbha)
6. Miroku (Maitreya)
7. Yakushi (Bhaisajyaguru)
8. Kannon (Avalokiteśvara)
9. Seishi (Mahasthamaprapta)
10. Amida (Amitābha)
11. Ashuku (Akshobhya)
12. Dainichi (Vairocana)
13. Kokuzo (Akasagarbha)